# エドフィン・ライネ
エドフィン・ライネ（フィンランド語: Edvin Laine、1905年7月13日 - 1989年11月18日）は、フィンランドの映画監督。

## 来歴
イーサルミ出身。1949年にコメディ映画「Aaltoska orkaniseeraa」を監督。1955年にはヴァイノ・リンナの小説『無名戦士』をもとに映画『地獄の最前線』を手がけ、国内で一大センセーションを巻き起こした（1985年にはラウニ・モルベルイによりリメイク版が出ている）。1958年の第9回ベルリン国際映画祭では「Sven Tuuva the Hero」が上映され、1968年にもリンナの小説をもとに「Täällä Pohjantähden alla」を制作、国内で成功した。ヘルシンキにて没。